# Istriens län
Istriens län (kroatiska: Istarska županija) är ett län i nordvästra Kroatien. Dess huvudort är Pazin. Istriens län utgör den kroatiska delen av Istrien, varav Kroatien besitter 2820 av 3160 km² (89%).

## Administrativ indelning
Istriens län är indelat i tio städer och 31 kommuner.
- Städer:
  - Pula
  - Pazin
  - Poreč
  - Buje
  - Buzet
  - Labin
  - Novigrad
  - Rovinj
  - Umag
  - Vodnjan

- Kommuner:
  - Bale
  - Barban
  - Brtonigla
  - Cerovlje
  - Fažana
  - Funtana
  - Gračišće
  - Grožnjan
  - Kanfanar
  - Karojba
  - Kaštelir-Labinci
  - Kršan
  - Lanišće
  - Ližnjan
  - Lupoglav
  - Marčana
  - Medulin
  - Motovun
  - Oprtalj
  - Pićan
  - Raša
  - Sveta Nedelja
  - Sveti Lovreč
  - Sveti Petar u Šumi
  - Svetvinčenat
  - Tar-Vabriga
  - Tinjan
  - Višnjan
  - Vižinada
  - Vrsar
  - Žminj

## Demografi
Istriens län har 206 000 invånare, vilket är 4,65% av hela Kroatiens befolkning. Vid den senaste folkundersökningen 2001 var den etniska fördelningen följande:
- Kroater 148 328 (71,9%)
- Italienare 14 284 (6,9%)
- "Istrier" (regional tillhörighet) 8 871 (4,3%)
- Serber 6 613 (3,2%)
- Bosniaker 3 077 (1,5%)
- Albaner 2 032 (1%)
- Slovener 2 020 (1%)
- Istrorumäner (Ćići) 400

- övriga och ej deklarerade 21978 (10,7%)

Befolkningstätheten är 73 invånare per km² och befolkning har en medelålder på 40,2 år. Pula är den överlägset största staden med 82 000 invånare i storstadsområdet. Omkring 70,7% av befolkningen bor i tätbebyggda områden. Hum, med sina blott tre familjer (22 människor), anses vara världens minsta stad och ligger i Istriens län.
Den traditionella dialekten av kroatiska i Istrien är čakaviska.

## Fördelning i länsförsamlingen
Landshövding (kroatiska: župan): Ivan Jakovčić (IDS)
De 41 platserna i länsförsamlingen är fördelade på följande sätt:
- Istriska demokratiska församlingen (IDS) 20
- Kroatiens socialdemokratiska parti (SDP) 5
- Kroatiska demokratiska unionen (HDZ) 5
- Kroatiska pensionärspartiet (HSU) 4
- Istriska demokratiska forumet (IDF) 4
- Kroatiska folkpartiet – liberaldemokraterna/De gröna/Kroatiska socialliberala partiet 3